# Rite arménien
 (août 2023).
Le rite arménien est le rite liturgique employé par l'Église apostolique arménienne  et par l'Église catholique arménienne. Il est apparenté à la fois aux rites byzantin et syriaque occidental.

## Caractéristiques

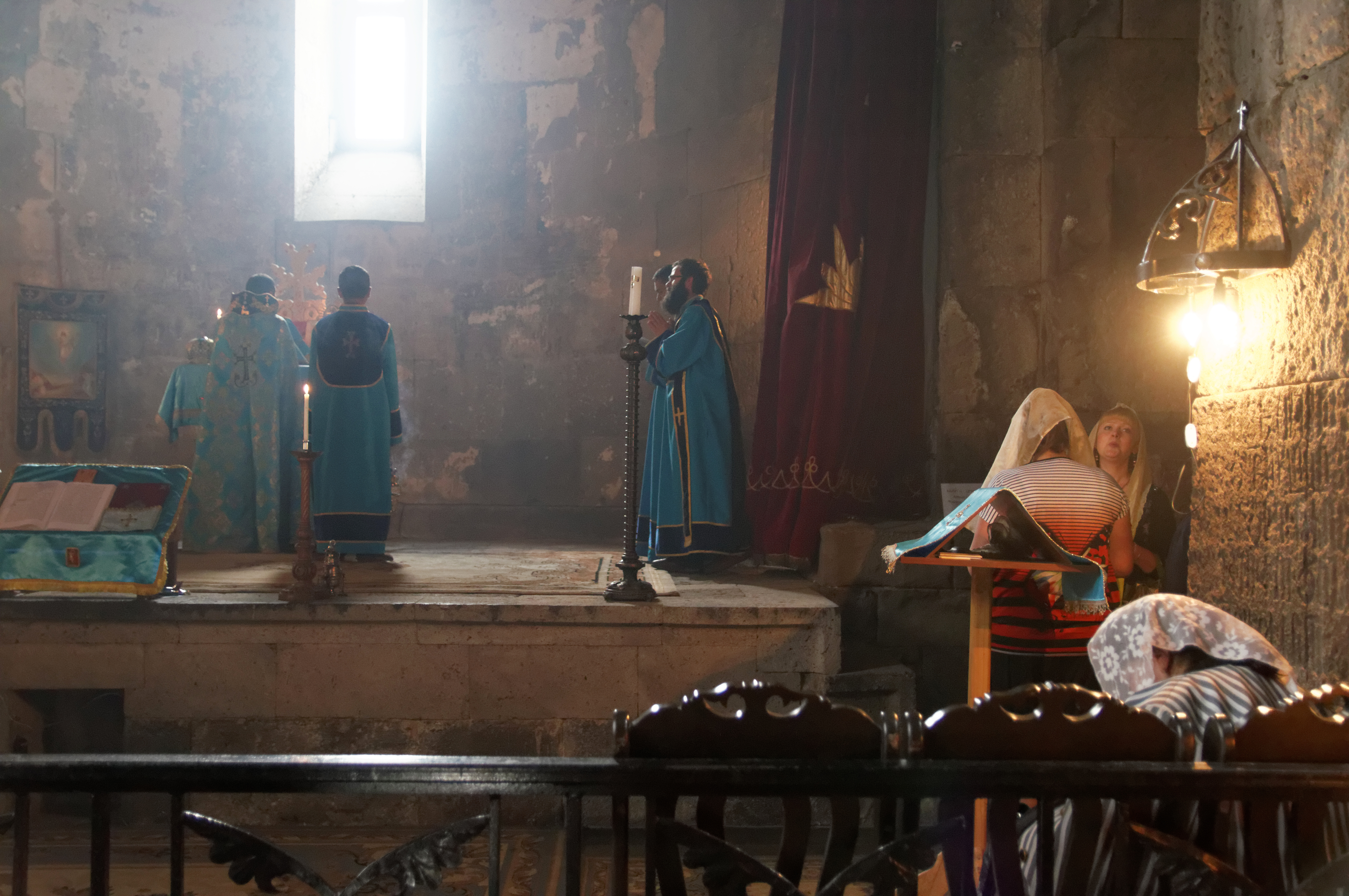
Divine Liturgie arménienne au monastère de Tatev.

Le rite arménien est attesté dès le Ve siècle et pratiquement inchangé depuis. Il fut influencé au cours des siècles par les rites byzantin et syriaque.

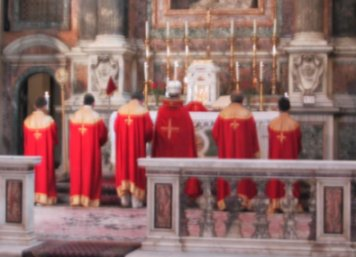
Divine Liturgie arménienne catholique, pendant l'anaphore.

### Aménagement des églises
Conformément à la tradition antique, le sanctuaire (espace liturgique) est tourné vers l'Est (vers le soleil levant) et le Saint des Saints (ou les Portes Royales) est séparé du reste d'église par un rideau qui trouve ses origines dans le Temple de Jérusalem.
Le baptistère se situe en général au Nord (côté gauche). L'Église arménienne, à la différence des autres Églises orientales, admet l'orgue lors de la Divine Liturgie. L'église possède également de grands lustres, symbole du paradis et de la lumière de l'Esprit saint. Il est d'usage pour les femmes de se couvrir la tête. Certaines églises ont encore conservé l'ancienne coutume de la séparation entre hommes et femmes. Rares sont encore les églises arméniennes qui ne possèdent pas de bancs dans l'édifice.

### Langue liturgique
La langue liturgique utilisée est l'arménien classique ou grabar.

### Liturgie eucharistique
La seule liturgie utilisée est la « Divine Liturgie de notre Saint Docteur et Bienheureux Père Grégoire l'Illuminateur », qui dure 3 heures. La liturgie eucharistique commence par le renvoi des catéchumènes laissant place à la Grande Entrée (des oblats sacrés). La préparation du pain et du vin se fait lors de la partie préparatoire à la Divine Liturgie à savoir au début, quand le rideau est tiré (les prières de préparation sont celles de saint Jean Chrysostome, Athanase et quelques autres Pères de l’Église). L'Église arménienne possédait autrefois plusieurs anaphores mais n'en a gardé plus qu'une. La communion est donnée sous les deux espèces. Les femmes sont invitées à se voiler lors de la Sainte Communion. Conformément à la tradition antique, le pain est azyme sans levain et le vin sans ajout d'eau. Certaines églises arméniennes de la diaspora admettent, depuis peu, l'hospitalité eucharistique (donner la communion aux non-arméniens).

### Tradition musicale
L'église a pour chorale des jeunes filles au voile blanc et à la voix scintillante.

### Calendrier et année liturgique
Le calendrier grégorien fut adopté par l'Église apostolique arménienne le 6 novembre 1923, à l'exception des éparchies de Tbilissi, de Grèce, de Roumanie et du Patriarcat arménien de Jérusalem, restés fidèles au calendrier julien.
Les fêtes de l'Épiphanie et de la Nativité (Noël) sont célébrées le même jour. La date est fixée au 6 janvier du calendrier grégorien, soit le 19 janvier du calendrier julien.